# 溝口信勝
溝口 信勝（みぞぐち のぶかつ）は、江戸時代前期の旗本。通称は熊之助・八十郎・源右衛門。官位は従五位下・豊前守。信勝を祖とする家は、大和国平群郡に知行を与えられたことから平群溝口家と呼ばれることがあるが、のちに知行地は上野国に移っている。

## 生涯
越後国沢海藩初代藩主・溝口善勝の四男として誕生した。初め之勝（ゆきかつ）と称し、のち信勝と改める。
寛永16年（1639年）6月1日に3代将軍・徳川家光に初御目見する。寛永20年（1643年）6月16日に書院番士となり、12月18日には、さきに兄政勝に預けられていた溝口助勝の遺領、越後蒲原郡の3000石のうち2000石を分与される。寛文2年（1662年）9月15日に使役（使番）となり、同年12月27日に布衣着用をゆるされる。この頃以降、寛文2年の小諸城引き渡し、寛文5年（1665年）の仙台藩監察（藩主亀千代幼少による）、寛文7年（1667年）の東海道・飛騨・信濃等の諸国巡見使、寛文8年（1668年）の山形城引き渡しなど、しばしば各種の監察・使者の役目を勤めた。
寛文10年（1670年）2月28日に奈良奉行に転じ、大和国平群郡のうちにおいて500石の地を加増される。10月28日には従五位下豊前守に叙任し、同月越後の知行地を大和国平群郡内に移される。寛文11年（1671年）6月28日、春日社の遷宮にあたり、神鹿の横行に町人が困却している旨を興福寺に申し入れ、角の伸びている内は鹿を網の中に囲い入れることとし、翌年からは毎年角切りが行われるようになった。また延宝6年（1678年）には鹿殺しの犯人を処刑しようとした興福寺に対してその引き渡しを拒否し、以後奉行所で裁くことが例となった。これらの事蹟は中世以来の興福寺の奈良支配を克服する画期となったと評価されている。
天和元年（1681年）10月22日に奈良奉行の職を辞し、小普請となる。同時に大和国の知行地を上野国緑野・多胡・甘楽・碓氷4郡の内に移される。のち寄合に列した。
元禄4年（1691年）6月22日歿す。享年70。法名は智光院殿實参了心大居士。江戸貝塚青松寺（現東京都港区）に葬られる。また元知行地であった群馬県高崎市吉井町神保の仁叟寺にも墓所があり、墓石塔は牛伏砂岩製で高さ210cm、幅92cm、厚さ77cmの大型なものである。

## 系譜
- 父：溝口善勝
- 母：慶春院 - 前田長種娘
- 正室：板倉重昌娘
  - 溝口勝興
- 生母不明の子女
  - 女子：板倉重矩養女 - 戸田光正正室
- 養子
  - 女子：逸見義寛室 - 溝口安勝娘